# Rosolina
Rosolina é uma comuna italiana da região do Vêneto, província de Rovigo, com cerca de 6.183 habitantes. Estende-se por uma área de 73 km², tendo uma densidade populacional de 84 hab/km². Faz fronteira com Chioggia (VE), Loreo, Porto Viro.

## Demografia
| Variação demográfica do município entre 1861 e 2011                               |
|                                                                                   |
| Fonte: Istituto Nazionale di Statistica (ISTAT) - Elaboração gráfica da Wikipedia |